# Silent Hunter 4: Wolves of the Pacific
Silent Hunter 4: Wolves of the Pacific è un simulatore di sottomarini sviluppato e pubblicato dalla Ubisoft nel 2007 per il sistema operativo Microsoft Windows. Questo è il quarto capitolo della serie Silent Hunter.

## Sottomarini giocabili
- Sommergibile di classe S
- Sommergibile di classe Porpoise
- Sommergibile di classe Salmon
- Sottomarino di classe Sargo
- Sottomarino di classe Tambor
- Sommergibile di classe Gato
- Sommergibile di classe Balao
- Sottomarino U-Boot modello IX (Nell'espansione U-Boot Missions)
- Sottomarino U-Boot modello XVIII (Nell'espansione U-Boot Missions)